# Kommunikation der Hauskatze
Die Kommunikation der Hauskatze besteht aus verschiedenen Ausdrucksformen, mit denen sich Hauskatzen mit Menschen, anderen Katzen und Tieren verständigen. Katzen zeigen viele verschiedene Verhaltensweisen, sowohl in freier Wildbahn, wo sie festgelegte Hierarchien bilden, als auch in ihrer domestizierten Form.
Wie es bei fleischfressenden Spezies üblich ist, fügen Katzen ihren Ausscheidungen etwas Drüsenflüssigkeit bei, um ihr Revier zu markieren (Harnmarken zur Chemokommunikation).
Daneben dienen auch Kratzspuren, beispielsweise an Bäumen und Felsen, der innerartlichen Kommunikation (optische Kommunikation). Bei Hauskatzen wird das Bedürfnis, optisch zu kommunizieren – aus menschlicher Sicht häufig fehlgeleitet –, ausgedrückt, indem die Katze Tapeten oder Möbel an exponierter Stelle zur Markierung aussucht.

## Geschichte
Als erste wissenschaftliche Beschäftigung mit dem Verhalten der Hauskatze gilt die 1956 erschienene Arbeit Verhaltensstudien an Katzen von Paul Leyhausen.

## Lautsprache
Das Sprachrepertoire der Hauskatze umfasst neben dem bekannten Miau zehn weitere unterschiedliche Lautarten, die wiederum aus insgesamt bis zu 100 Einzellauten bestehen; Hunde verfügen im Vergleich dazu über zehn Einzellaute. In freier Wildbahn greifen Katzen seltener als die domestizierte Hauskatze auf die Kommunikation mit Lauten zurück – möglicherweise um zu verhindern, dass die Laute von ihren Feinden wahrgenommen und zur Ortung der Katze genutzt werden können. Wild lebende erwachsene Katzen benutzen zur Kommunikation meist Körpersprache und Duftstoffe.
Die Laute eines Katzenbabys beginnen im jungen Alter zunächst als hoher quietschender Ton, der sich dann mit der Zeit vertieft. Die Laute kastrierter Katzen können auch in ihrer Erwachsenenzeit denen eines Katzenbabys ähneln, insbesondere bei Katern. 

### Gurren
Manche Katzen bringen ein taubenähnliches Gurren zur Begrüßung hervor. Tiger benutzen diesen Laut ebenfalls. Mit dem Gurren sollen eigentlich die Jungen zum Säugen oder zu einer mitgebrachten Beute gerufen werden. Schlafen die Jungen, gurrt die Katze oft so lange, bis sie erwachen und fressen. Gurren oder Trillern wird auch als Ausdruck des Wohlbehagens und der Freundschaft gebraucht.

### Miauen
Eine der meist verwendeten Kommunikationsweisen der Katze ist das Miauenⓘ. Der Klang dieses Katzenlautes kann sich abhängig von seiner Bedeutung erheblich verändern. Normalerweise miauen Katzen, wenn sie wehklagen, um zu grüßen oder um menschliche Aufmerksamkeitⓘ einzufordern, zum Beispiel wenn der Katzenhalter in der Küche steht und etwas Essbares zubereitet. Manche Katzen sind sehr „gesprächig“, andere miauen eher selten.
Auch Wildkatzen aus der Familie der Kleinkatzen und Geparden sind in der Lage zu miauen. In Gefangenschaft findet diese Art der Lautäußerung dabei häufiger statt als in freier Wildbahn.

### Schnurren

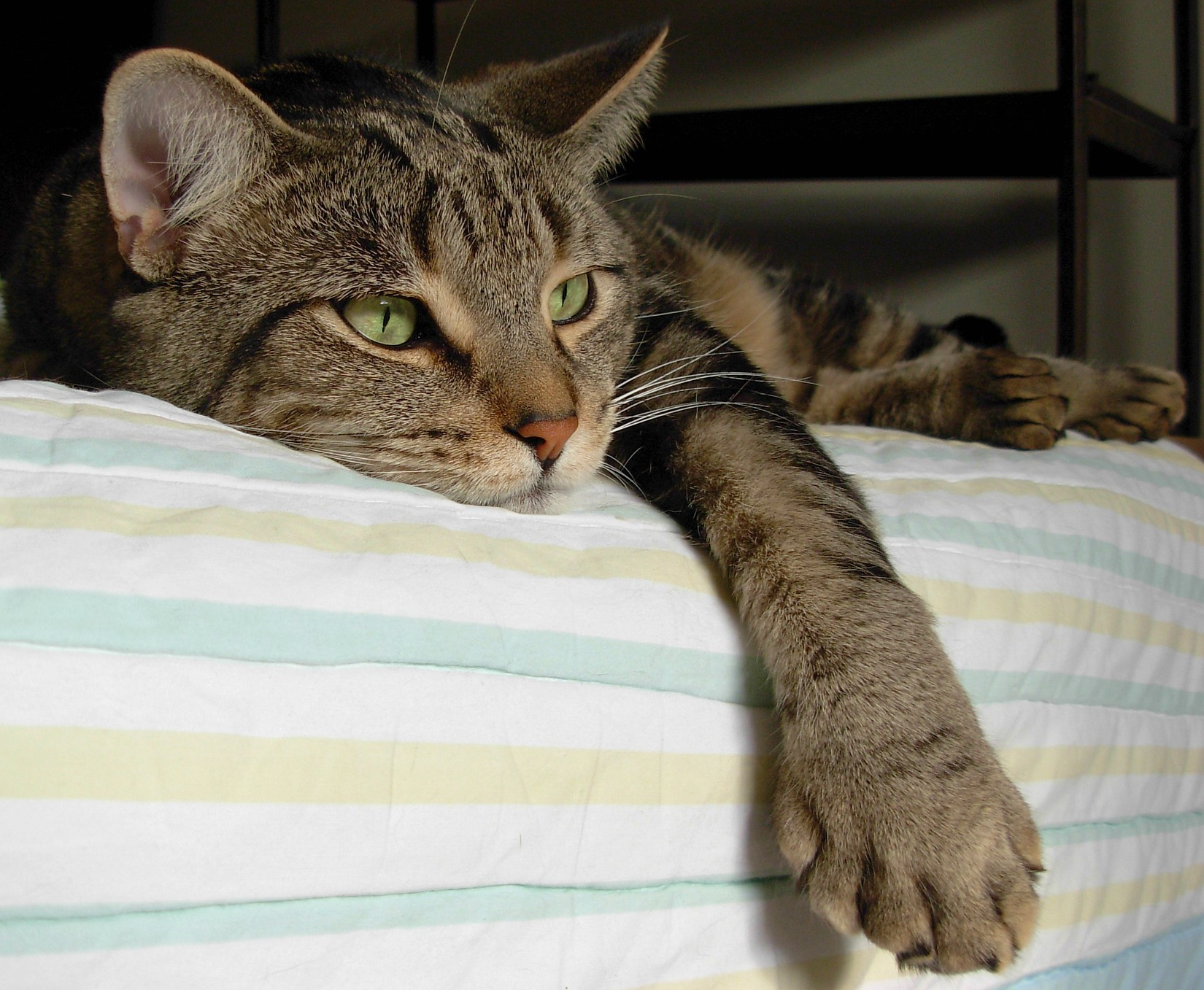
Entspannte Katze

Katzen sind in der Lage, Schnurrgeräuscheⓘ von sich zu geben. Eine Katze schnurrt in den unterschiedlichsten Gemütslagen. Meist ist das Schnurren ein Ausdruck der Zufriedenheit und des Wohlbehagens. Ein Elterntier signalisiert dadurch den Jungen, dass alles in Ordnung ist und keine Gefahr droht. Es kann aber auch bedeuten, dass sich die Katze bedrängt fühlt, daher ist eine schnurrende Katze nicht notwendigerweise eine zufriedene Katze. Katzen schnurren auch, wenn sie große Angst haben oder starke Schmerzen erleiden oder sich in Bedrängnis befinden, Weibchen schnurren sogar, wenn sie Junge werfen. Man nimmt an, dass der Grund, dass Katzen in diesen Situationen auch schnurren, das Bedürfnis sei, sich selbst zu beruhigen. Katzen schnurren auch untereinander, z. B. wenn sich die Katzenmutter um ihre Jungen kümmert. Katzenbabys schnurren, wenn sie gesäugt werden. Auch beim (intensiven) Betteln um z. B. Futter kommt es mitunter vor, dass Katzen schnurren.
Bis vor kurzem existierten mehrere Theorien, wie das Schnurren der Katze zustande kommt, beispielsweise durch das Vibrieren der Stimmbänder beim Ein- und Ausatmen, durch Schwingungen in den Lungen, die Vibration des Zungenbeins oder durch das durch die Aorta fließende Blut. Derzeit wird vermutet, dass das Schnurren das Ergebnis rhythmischer Impulse aus dem Kehlkopf der Katze ist.
Einer Katze ist es möglich, gleichzeitig zu miauen und zu schnurren. Wenn sie entspannt und zufrieden sind, blinzeln Katzen zusätzlich zum Schnurren oder schließen ihre Augen teilweise ganz.
Jedoch kann Schnurren für die Katze auch eine Möglichkeit sein, sich bei Verletzungen oder in Bedrängnis selbst zu beruhigen. Auch wenn es noch nicht endgültig bewiesen ist, vermuten Forscher, dass die Frequenz der Vibrationen, die durch das Schnurren entstehen, das Heilen der Knochen und der Organe der Katze fördern kann.

### Knurren, Zischen, Fauchen

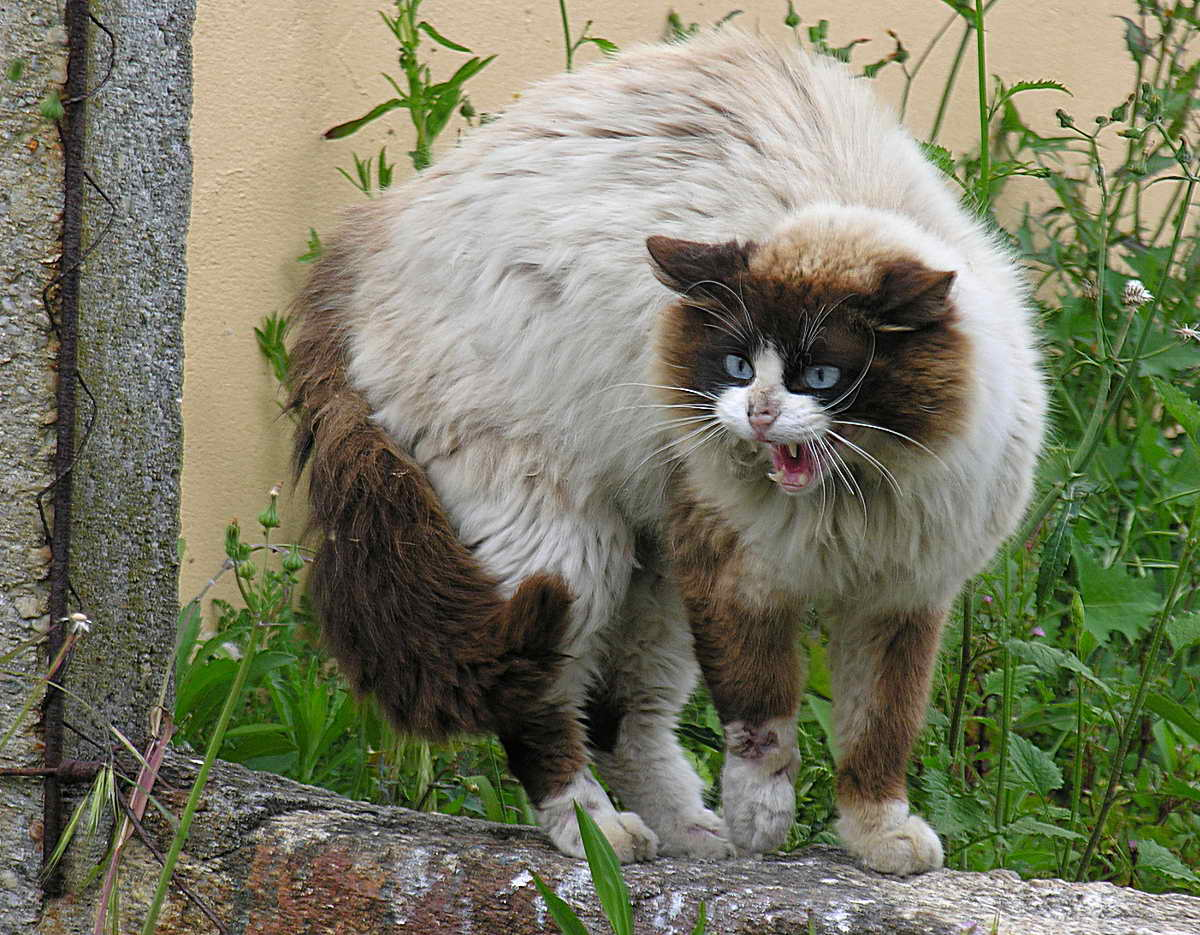
Fauchende Katze

Knurren, Zischen oder Fauchen sind Zeichen von Aggression und können die Vorstufe zu weiterem Aggressionsverhalten sein (vgl. Drohverhalten). Auch Jodellaute und dem Weinen von menschlichen Säuglingen ähnliche Laute („Katzenjammer“ bzw. Jaulen) sind Zeichen von Aggression, wobei das „Jodeln“ ein Zeichen extremer Wut ist. Diesen Lautäußerungen folgt nicht zwangsläufig ein körperlicher Angriff der Katze, sie kann sich auch zurückziehen bzw. die Flucht ergreifen.

### Schnattern und Keckern
Das sogenannte Schnattern hört man bei Katzen oft, wenn sie etwas sehen, was sie gern fangen möchten, das aber nicht in Reichweite ist. Beispielsweise kann die Katze auf der Fensterbank sitzen und einen Vogel draußen fliegen sehen. Dieser Laut – oftmals gepaart mit hin- und herpeitschendem Schwanz – signalisiert die volle Aufmerksamkeit der Katze. Manchmal macht die Katze auch nur die entsprechenden Bewegungen des Mauls, „schnattert“ also lautlos oder klappert mit den Zähnen.
Es ist nicht genau bekannt, ob es sich dabei um einen Laut der Frustration handelt. Tierforscher sind zu der Ansicht gelangt, dass diese Laute ein „Übungsverhalten“ darstellen, welches die Tötung des Beutetiers vorwegnimmt oder einübt, da der Laut normalerweise von einer Bissbewegung begleitet wird, ähnlich dem Biss, den die Katze anwendet, um ihre Beute zu töten (der „Tötungsbiss“, der den Halswirbel der Beute zertrennt).
Je nach Charakter der Katze kann Schnattern auch ein Ausdruck von soeben erfahrener Ungerechtigkeit sein (z. B. Reaktion der Katze auf das Schimpfen des Halters). Manche Katzen schnattern auch, wenn sie verärgert sind (laute Geräusche, unerwartetes Aufwecken etc.).

## Körpersprache

### Augen
Katzen kommunizieren für den Menschen oft nicht erkennbar über Blicke und Blickkontakt. Starren, insbesondere direkter längerer Blickkontakt, ist in der Kommunikation ein Ausdruck von Aggression. Die unterlegene Katze wendet im Verlauf eines solchen Blickduells als Geste der Beschwichtigung die Augen ab.
Langsames Blinzeln oder Zwinkern, gefolgt vom Abwenden des Blickes ist hingegen ein Zeichen der Zuneigung.
Katzen kommunizieren gegenüber Menschen häufig mit einer Bewegungssequenz, bei der sie die Augenlider mehrmals halb schließen und dann die Augen kurzzeitig ganz schließen oder etwas länger geringfügig verengen. Dies tun sie vor allem in ruhigen, positiv aufgeladenen Situationen.
Blinzelt man einer Katze langsam zu, so wird sie oft diese unter Katzen freundliche Geste erwidern. Die Katze nach dem Blinzeln weiter direkt anzustarren, ist hingegen eine unfreundliche Geste. Dies ist einer der Gründe, warum Katzen gern zu Personen gehen, die keine Katzen mögen. Diese Personen vermeiden Blickkontakt mit der Katze, was die Katze als freundliches Verhalten interpretiert. Jedoch lernen Katzen im Zusammenleben mit dem Menschen auch, dessen „falsches“ Verhalten zu deuten.
Katzen können ihre Pupillenstellung je nach Gemütslage unabhängig vom Lichteinfall steuern. Verengte Augen und Pupillen sind Anzeichen für ein bevorstehendes Aggressionsverhalten, weit geöffnete Augen und Pupillen – jedoch nicht schreckhaft aufgerissene Augen – sind ein Zeichen für Neugier und Interesse. Fixiert die Katze eine Beute bzw. das Spielzeug als Beuteersatz, sind die Augen geöffnet und fest auf das Ziel fixiert.

### Ohren
An den Ohren ist die Gemütslage der Katze ebenfalls zu erkennen. Flach angelegte Ohren sind ein Zeichen für Angst oder Aggression, da sie so bei einem Angriff geschützter sind und ein kleineres Ziel bieten. Seitlich gedrehte Ohren, oft auch schon ein wenig angelegt, lassen auf Unbehagen schließen. Konzentriert sich die Katze auf eine Beute, so stellt sie die Ohren auf und dreht sie nach vorne, um Geräusche noch besser einfangen zu können. Ist die Katze entspannt, bewegt sie ihre Ohren langsam und hat sie nicht völlig aufgerichtet. Die Umgebung wird zwar nach Geräuschen abgesucht, aber diese Suche ist nicht zielgerichtet, wie bei der Jagd oder im Spiel.

### Schwanz

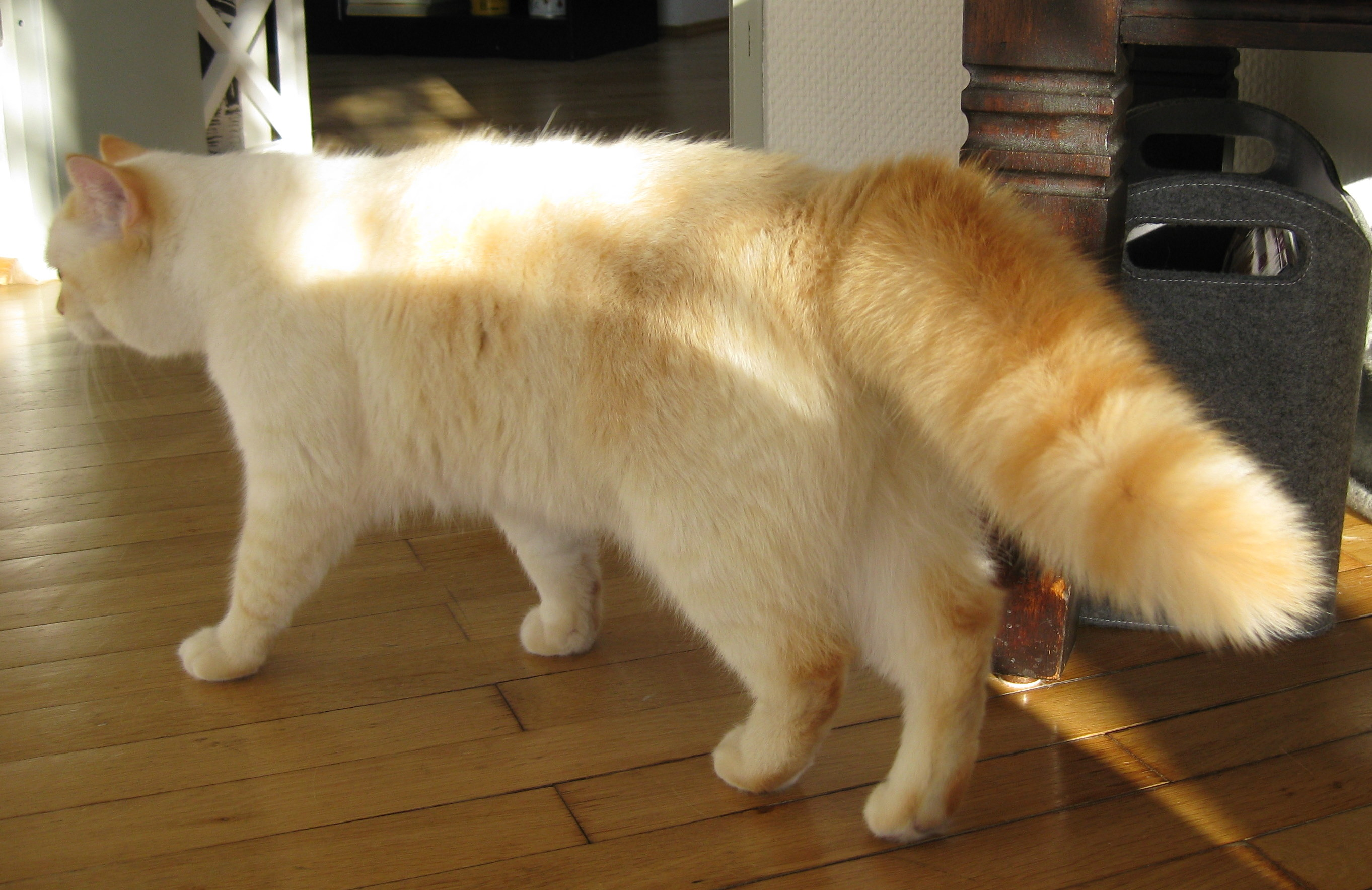
Katze mit Puschelschwanz nach Erschrecken

Katzen zucken mit ihrem Schwanzende, wenn sie jagen, spielen oder ärgerlich sind. Heftigeres Zucken deutet Verdruss an, leichtes Zucken zum Teil Unentschlossenheit. Ein aufgerichteter Schwanz ist ein Zeichen der Zufriedenheit oder wird als Gruß an den Menschen oder an andere Katzen (normalerweise nahe Verwandte) verwendet. Er dient auch als Signal für Menschen und andere Katzen, der Katze zu folgen.
Ein steil aufgerichteter Schwanz, dessen Spitze sich fast bis auf Nackenhöhe nach vorne krümmt, ist Ausdruck höchster (Vor-)Freude und wird besonders oft vor der Fütterung verwendet. Ein halb gehobener, annähernd waagerechter Schwanz zeigt nachlassendes Behagen, ein tiefgehaltener Schwanz Unzufriedenheit.
Wenn der Schwanz hin und her peitscht, ist die Katze zornig und angriffsbereit und möchte in Ruhe gelassen werden. Die nächste Stufe dieses Warnzeichens kann ein Pfotenhieb sein. Eine erschrockene oder überraschte Katze wird sich aufplustern, das Fell ihres aufgerichteten Schwanzes sträuben und ihren Körper drohend seitlich stellen, um größer zu wirken. Auch schwanzlose Katzen wie die Manx, die nur einen kleinen Schwanzstummel besitzen, bewegen ihren Stummel, als ob sie einen vollständigen Schwanz besäßen. Diese Drohgebärde ist ein wichtiger Grund für die Kommunikationsprobleme zwischen Katze und Hund, der dieses Schwanzzucken als freundliches Signal oder gar Aufforderung zum Spiel missdeutet.
Beim Schleichen im Zuge der Jagd oder auch im Spiel zuckt nur die Schwanzspitze der Katze. Der Rest des Körpers ist starr und der Schwanz dabei gesenkt.

### Nase und Schnurrhaare
Nasenberührungen sind ein freundlicher Katzengruß, während ein gesenkter Kopf ein Zeichen der Unterordnung ist. Manche Katzen fahren mit ihrem Gesicht am Fußknöchel ihrer Besitzer entlang, als freundlicher Gruß und Zeichen der Zuneigung. Dieses Verhalten dient gleichzeitig als eine Art der „Reviermarkierung“, da sich in der Katzenwange Duftdrüsen befinden.
Neugier oder Angst zeigen sich gelegentlich in nach vorne gerichteten Schnurrhaaren, was aber in der Regel ein Zeichen von freundlicher Begrüßung, Zufriedenheit und sogar Stolz ist. Dies ist nicht mit dem Aufrichten der Schnurrhaare im Dunkeln zu verwechseln, mit denen die Katze ihren Weg sondiert. Eine verängstigte Katze klappt die empfindlichen Schnurrhaare nach hinten und legt sie an den Kopf an.

### Körperhaltung

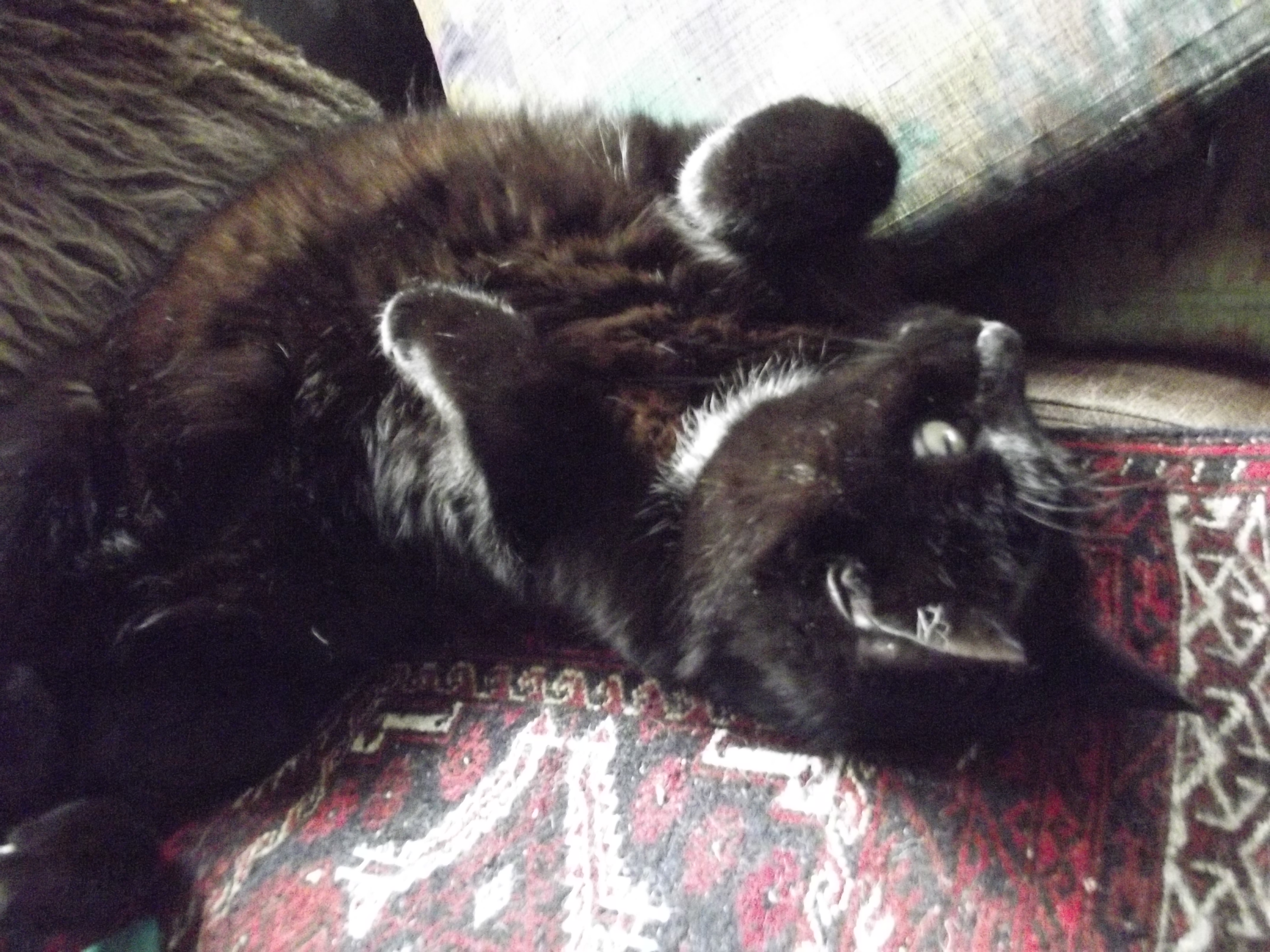
Entspannte Katze auf dem Rücken

Im Kontext mit den oben beschriebenen Signalen drückt auch die gesamte Körperhaltung der Katze ihre Stimmung aus, kann jedoch nicht für sich allein betrachtet werden.
Eine neugierige entspannte Katze geht sicher und ruhig mit erhobenem nicht aufgeplustertem Schwanz. Die Ohren sind dabei zur Seite gedreht und aufgerichtet, aber nicht gereckt. Eine lauernde oder schleichende Katze drückt sich flach auf den Boden oder stakst mit durchgedrückten Beinen durchs Gras.
Fühlt die Katze sich nicht gänzlich sicher oder ist es ihr zu kalt, zieht eine liegende Katze ihre Gliedmaßen unter den Körper, um diese zu schützen. Der Schwanz ist um den Körper gelegt. Ist die Katze gänzlich entspannt und ihr ist es nicht zu kalt, so liegt sie auf der Seite oder gar auf dem Rücken und streckt ihre Gliedmaßen wie auch den Schwanz von sich. Sich auf den Rücken zu legen, kann aber auch eine Verteidigungshaltung sein, da die Katze damit alle ihre Waffen, also die Krallen der Vorder- und Hinterpfoten und ihr Gebiss, gegen den Angreifer einsetzen kann.
Eine aggressive oder erschreckte Katze plustert sich wie oben beschrieben auf und macht dabei den typischen Katzenbuckel, um sich optisch größer erscheinen zu lassen. Eine Katze drückt aber auch den Rücken in einem Buckel durch, wenn sie sich beim Streicheln genüsslich gegen die streichelnde Hand drückt.

### Pfoten

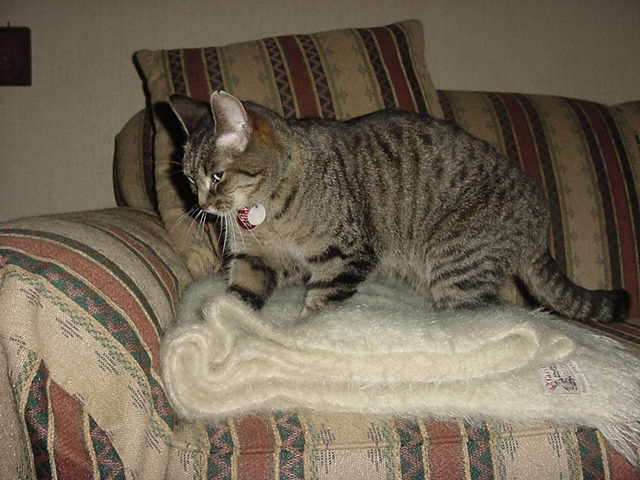
Katze beim „Treteln“

Das „Treteln“ einer Katze, ein Relikt des kindlichen Milchtritts, mit dem beim Muttertier der Milchfluss angeregt wurde, ist ein Ausdruck großen Wohlbehagens. Dieser Milchtritt kann bis ins Erwachsenenalter der Katze beibehalten werden. Katzen zeigen es bevorzugt beim Menschen. Der Milchtritt dient auch der Reviermarkierung der Katze. Mit den Duftdrüsen auf der Pfotenunterseite gibt die Katze zugleich Duftstoffe ab, um ihn als zu ihr gehörend zu kennzeichnen.

### Beißen
Für den Menschen, der die Körpersprache der Katze nicht richtig deutet, kann ein Katzenbiss völlig überraschend kommen. Die Katze macht normalerweise subtile Andeutungen, dass sie nicht mehr spielen oder schmusen möchte. So kann der Schwanz hin- und herpeitschen, das Fell beginnt sich zu sträuben, die Katze knurrt, das Schnurren hört auf, die Ohren werden flach zu den Seiten angelegt oder die Körperhaltung verändert. Wer diese Signale missachtet, muss mit dem Biss oder einem Pfotenhieb rechnen.
Nicht mit dem aggressiven Beißen verwechselt werden darf der „Liebesbiss“ der Katze, der oftmals von einem wohligen Schnurren begleitet wird, manchmal noch mit einem Schütteln des Kopfes beim Biss. Dieser Biss ähnelt eher einem Knabbern. Katzenbabys können die Bissstärke anfangs noch nicht richtig dosieren, daher können deren spielerische Knabbereien durchaus für Menschen unangenehm bis schmerzhaft sein, ohne dass dies von den jungen Katzen beabsichtigt ist.
Krault man Kater am Bauch, so werden dadurch insbesondere unkastrierte Kater sexuell stimuliert. Da auch Beißen zum Sexualverhalten der Katze gehört, können sie dann aus Erregung in die streichelnde Hand beißen.

## Zeitweilige Unsauberkeit
Zeitweilige oder einmalige Unsauberkeit der Katze ist, wenn organische Gründe wie etwa Blasenentzündung, Harninkontinenz, Diabetes oder Demenz ausgeschlossen werden können, ein Zeichen größter Unzufriedenheit.